# Uri Poliavich
Uri Poliavich, född 1981 i Ukraina, är en affärsman, filantrop och grundare av Soft2bet. Poliavich har bidragit till judisk utbildning runt om i världen och grundat både dagskolor och fritidsaktiviteter för judiska barn och familjer.

## Biografi
Poliavich föddes 1981. När han var 14 år gammal flyttade hans familj till Israel, där han avslutade gymnasiet och fullgjorde sin obligatoriska treåriga militärtjänst.
Mellan 2005 och 2009 tog han en juristexamen (LLB) vid Bar-Ilan University. Poliavich började sin karriär som jurist med inriktning på kommersiell rätt och fastighetsrätt.

### Karriär
Mellan 2007 och 2010 arbetade Poliavich som juridisk praktikant på HBW Law med specialisering på M&A-kontrakt inom internationella affärs- och fastighetsaffärer. Under perioden 2010–2012 tjänstgjorde han som affärsutvecklingschef (VP of Business Development) på WK Group där han ansvarade för koncernens verksamheter i Centralasien och samarbetade med ledande iGaming-leverantörer som Microgaming, BetConstruct och Playtech. År 2012 flyttade Poliavich med sin familj till Moldavien och hade samtidigt en roll som konsult för tillväxtmarknader hos Playtech, där han arbetade med affärsutveckling och expansion i Centralasien och Östeuropa. Han var också operativ chef (COO) på IMS Limited och övervakade iGaming-verksamheten, kundsupport, ekonomi och marknadsföring fram till augusti 2016.
År 2016 grundade Poliavich Soft2Bet, som började som en startup och har vuxit till en global iGaming-leverantör med flera viktiga milstolpar:
- Säkrat 16 globala licenser och lanserat flera spelvarumärken.[8][9]
- Ledde utvecklingen av Motivational Engineering Gaming Application (MEGA), en plattform som bygger på spelifiering för att öka spelarnas engagemang och intäktsutveckling.[10]
- MEGA-plattformen utsågs till "Product Launch of the Year" vid Global Gaming Awards 2025 i EMEA-regionen.[11]

År 2024 utökade Poliavich Soft2Bets verksamhet i Malta genom att officiellt öppna ett nytt lokalt kontor.
Poliavich utökade koncernens verksamhet till den nordamerikanska marknaden genom att erhålla en iGaming-licens utfärdad av AGCO (Alcohol and Gaming Commission of Ontario).
År 2024 lanserade Poliavich Soft2Bet Invest, en investeringsfond på 52 miljoner dollar för att stödja nya företag och entreprenörer inom spelindustrin. Initiativet belönades med utmärkelsen “Outstanding Contribution to Gaming” vid SIGMA i september 2024.
I september 2024 utsågs han till “Årets ledare” vid SBC Awards och till “Executive of the Year” av Global Gaming Awards EMEA.

### Filantropi
Efter flytten till Israel och avslutad juristutbildning vid Bar-Ilan University har Poliavich stöttat judisk utbildning globalt genom att finansiera både dagskolor och fritidsverksamhet för judiska barn och familjer.
År 2020 grundade han och hans fru, Yael, Yael Foundation. Från och med 2025 verkar stiftelsen i 37 länder och stödjer över 13 500 judiska barn genom utbildningsprogram, sommarläger och andra initiativ.
År 2024 utsågs Poliavich till en av världens 50 mest inflytelserika judar. Poliavich samarbetar med andra globala judiska ledare, såsom Ronald Lauder, för att stödja judisk utbildning. Yael Foundation arbetar aktivt för att hålla judiska samhällen, särskilt skolor, trygga och säkra mot antisemitism.